# Колибабовка
Колибабовка (на молдовски: Colibabovca) е село, разположено в Леовски район, Молдова.

## История
Историята на селото започва през 1911 година, когато селяните, основно от Твърдица, а също от Кирсово и Делени създават 4 дружества и купуват земя в землището на днешното село. Отначало селото нямало название, няколко години неофициално хората го наричат „Нова Твърдица“. Първият, който съобщава, че маркиза Екатерина Дескидони си продава земята бил земския началник на Комратска и Чимишлийска волост Максим Колибаба. Същият през 1916 година обещава на жителите, че ако те нарекат селото на неговото фамилно име, той ще им помогне да построят училище. Българите се съгласяват и наричат селото Колибабовка.

## Население
Населението на селото през 2004 година е 1142 души, от тях:
- 81,79 % – българи
- 15,59 % – молдовани
- 1,14 % – руснаци
- 0,79 % – украинци
- 0,70 % – гагаузи